# Backstag

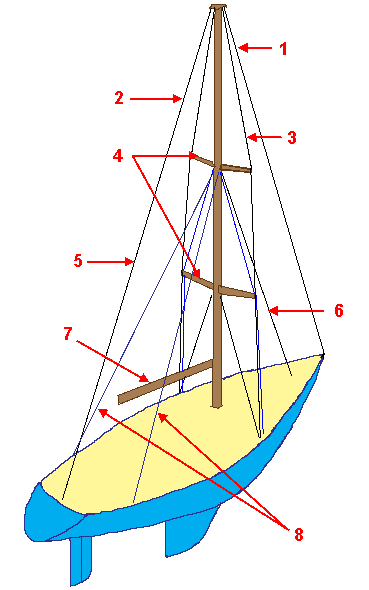
Schematisk bild över stag på en båt. Backstag är nummer 8.

Backstag (tidigare även länsbardun) är en sjöterm. Staget är ett tåg som stöttar en mast akter över och i sidled.